# Systematische oppositie
De systematische oppositie, systeemoppositie of parlementaire oppositie is binnen de Russische politiek vanuit de systeemtheorie de benaming voor de politieke partijen die het regeringsbeleid volledig of gedeeltelijk steunen en geregistreerd staan als politieke partij. Zij hebben doorgaans zitting in de Staatsdoema. Tot deze 'systeempartijen' behoren de Communistische Partij van de Russische Federatie, de Liberaal-Democratische Partij van Rusland (LDPR), Rechtvaardig Rusland en in het verleden Jabloko (de laatste met voorbehoud). Volgens de Kommersant worden deze partijen betrokken bij de systematische samenwerking met het presidentiële bestuur door overleg en kunnen ze invloed uitoefenen op de samenstelling van kieslijsten en de aanstelling van bestuurders. De Kommersant noemde als een van de criteria dat vertegenwoordigers van deze partijen worden uitgenodigd voor radio- en tv-programma's en talkshows van de Staatszenders, die in de praktijk vrijwel het hele medialandschap omvatten. Zij hoeven hierdoor zelden de straat op te gaan om hun mening te geven over impopulaire maatregelen van regeringspartij Verenigd Rusland. Uitzonderingen hierop vormen de protesten tegen het verhogen van de pensioengerechtigde leeftijd in 2018. 
Tegenover de systematische oppositie staat de non-systematische oppositie, niet-systeemoppositie (Russisch: внесистемная оппозиция, vnesistemnaja oppozitsija) of non-parlementaire oppositie, die door het Westen wordt gezien als de 'echte' oppositie en doorgaans uitgesloten is van het politieke systeem doordat ze niet in de staatsstructuren vertegenwoordigd zijn of willen zijn. Een van de redenen voor hun uitsluiting is de hoge kiesdrempel die door de Russische Wet op de Politieke Partijen is ingesteld voor partijen om geregistreerd te kunnen worden om mee te kunnen doen bij verkiezingen, waarbij de grootste drempel de eis is om minimaal 45.000 leden te hebben. Daarnaast willen activisten als Garri Kasparov en Vladimir Boekovski uit principe ook niet worden geregistreerd omdat ze dit zien als een erkenning van een 'eed van trouw' aan de autoriteiten. Ze gebruiken vanwege de uitsluiting meestal onconventionele methoden van politieke strijd, hebben beperkte middelen, zijn vooral actief op sociale media en kunnen hierdoor tot op heden te weinig vertrouwen wekken bij burgers om tot een werkelijke politieke macht uit te groeien. Tot deze oppositie behoren partijen en andere politieke organisaties met zeer verschillende politieke oriëntaties, van groeperingen die onderdeel willen vormen van de regering tot groepen die de legitimiteit van de bestaande regering en zelfs democratische instellingen op zichzelf volledig ontkennen en hun politieke activiteiten tonen in de vorm van "straatdemocratie". Pogingen middels de paraplubeweging Het Andere Rusland (2006-2010) een verandering te bewerkstelligen liepen in de praktijk op niets uit.
De beide termen ontstonden bij de Russische parlementsverkiezingen van 2003 toen de kiesdrempel werd ingesteld. In 2012 schreven Ivan Tjoetrin en Aleksandr Loekjanov van de Russische liberale beweging Solidarnost (waartoe Kasparov behoort) dat deze op formele criteria gebaseerde tegenstelling tussen systematisch en non-systematisch feitelijk achterhaald is: zij stellen dat de echte tegenstelling zou moeten zijn of een politieke kracht conformistisch dan wel non-conformistisch is aan het poetinistische politieke systeem.